# Pouteria ucuqui
Pouteria ucuqui är en tvåhjärtbladig växtart som beskrevs av João Murça Pires och Richard Evans Schultes. Pouteria ucuqui ingår i släktet Pouteria och familjen Sapotaceae. Inga underarter finns listade i Catalogue of Life.